# Острувек (гміна Суховоля)
Острувек (пол. Ostrówek) — село в Польщі, у гміні Суховоля Сокульського повіту Підляського воєводства.
Населення — 59 осіб (2011).
У 1975-1998 роках село належало до Білостоцького воєводства.

## Демографія
Демографічна структура станом на 31 березня 2011 року:
|          | Загалом | Допрацездатний вік | Працездатний вік | Постпрацездатний вік |
| -------- | ------- | ------------------ | ---------------- | -------------------- |
| Чоловіки | 31      | 6                  | 20               | 5                    |
| Жінки    | 28      | 6                  | 14               | 8                    |
| Разом    | 59      | 12                 | 34               | 13                   |